# Тонкий лід
Тонкий лід (англ. Black Ice) — трилер.

## Сюжет
Одного разу вночі машину таксиста Бена Шорра зупиняє молода і вродлива жінка на ім'я Ванесса. Вона пропонує Бену 5000 доларів за те, що він доставить її через всю країну в Сієтл. Ванесса приховує від Бена, що її переслідують наймані вбивці на чолі з секретним агентом урядової спецслужби Куінном. Зачарований красою Ванесси і відчайдушно потребуючи грошей, Бен не ставить зайвих запитань і погоджується на найнебезпечнішу поїздку у своєму житті. Тепер Куінн повинен «прибрати» і Ванессу і її супутника.

## У ролях
- Джоанна Пакула — Ванесса
- Майкл Айронсайд — Куінн
- Майкл Нурі — Бен Шорр
- Мікі Джонс — Ллойд Картер
- Брент Ніл — Девід Йоркін
- Гаррі Нелкен — служба безпеки
- Арне Ольсен — Ерік Вівер
- Джин Пірц — механік
- Том Шоілер — гравець
- Рік Скін — Денні
- Лі Дж. Кемпбелл — шериф
- Віктор Кові — продавець автомобілів